# Герб Бучачок
Герб Бучачок — офіційний символ села Бучачки, Коломийського району Івано-Франківської області, затверджений 27 січня 2023 р. рішенням сесії Заболотівської селищної ради.
Автори — А. Гречило та В. Косован.

## Опис герба
У золотому полі між червоним і чорним вузькими стовпами пурпуровий розширений хрест.

## Значення символів
Символи відображають географічне розташування поселення. Червона смуга означає дорогу, а чорна — річку Чорняву, вздовж яких розкинулося село. Пурпуровий хрест символізує місцеву церкву.